# Армс, Майкл
Майкл Армс (англ. Michael Arms; род. 23 сентября 1989, Окленд) — новозеландский гребец, выступавший за сборную Новой Зеландии по академической гребле в 2006—2013 годах. Чемпион мира среди юниоров, победитель этапов Кубка мира, участник летних Олимпийских игр в Лондоне.

## Биография
Майкл Армс родился 23 сентября 1989 года в Окленде, Новая Зеландия.
Заниматься академической греблей начал в 2004 году в команде Оклендской грамматической школы.
Впервые заявил о себе в гребле на международной арене в сезоне 2006 года, выиграв золотую медаль в восьмёрках на юниорском чемпионате мира в Амстердаме.
Начиная с 2010 года выступал на взрослом уровне в основном составе новозеландской национальной сборной. В частности, в этом сезоне дебютировал в Кубке мира и принял участие в домашнем мировом первенстве в Карапиро, где в зачёте восьмёрок стал пятым.
Благодаря череде удачных выступлений удостоился права защищать честь страны на летних Олимпийских играх 2012 года в Лондоне. Вместе с напарниками Джоном Стори, Робби Мэнсоном и Мэттью Троттом в четвёрках парных сумел квалифицироваться лишь в утешительный финал В и расположился в итоговом протоколе соревнований на седьмой строке.
После лондонской Олимпиады Армс ещё в течение некоторого времени оставался в составе гребной команды Новой Зеландии и продолжал принимать участие в крупнейших международных регатах. Так, в 2013 году в парных двойках он одержал победу на этапах Кубка мира в Сиднее, Итоне и Люцерне, тогда как на чемпионате мира в Чхунджу показал в той же дисциплине шестой результат.
Вынужден был завершить спортивную карьеру из-за серьёзной травмы спины.